# غيمان (السدة)

تعديل مصدري - تعديل

غيمان هي إحدى قرى عزلة وادي حجاج بمديرية السدة التابعة لمحافظة إب، بلغ تعداد سكانها 148 نسمة حسب تعداد اليمن لعام 2004.